# Горица на Медведјеку
Горица на Медведјеку (словен. Gorica na Medvedjeku) је насељено место у општини Требње, регија Југоисточна Словенија, Словенија.

## Историја
До територијалне реорганизације у Словенији била је у саставу старе општине Требње. Као самостално насељено место Горица на Медведјеку постоји од 2013. године. Настала је издвајањем дела из насеља Мартиња вас.

## Становништво
У попису становништва из 2011. године, Горица на Медведјеку је била у саставу насеља Мартиња вас, а нема података о броју становника. 2018. године, у насељу су живела 2 становника.